# Bombylius nigriventris
Bombylius nigriventris är en tvåvingeart som beskrevs av Johnson 1975. Bombylius nigriventris ingår i släktet Bombylius och familjen svävflugor. Inga underarter finns listade i Catalogue of Life.